# 04式自动榴弹发射器
04式自动榴弹发射器（QLZ-04，QLZ为源自官方翻译的拼音「轻武器—榴弹—自动」（Qīngwuqi Liudan Zidong）的类别代码，照正常而言的拼音是「2004式全自动榴弹发射器」（Zidong Liudan Qiang, 2004），以下简称为QLZ-04）是一款由中国湖南兵器资江机器责任有限公司（国营九六五六厂）所研制的自動榴弹发射器，亦是针对中国87式自動榴彈發射器（以下简称为QLZ-87）的设计缺失而研制的全新型号，为目前中国人民解放军的制式榴弹发射器之一，发射中国自行研製的35×32毫米榴彈。

## 歷史

### 87式存在的問題
QLZ-87是中国人民解放军第一代步兵班组用制式自动榴弹发射器，填补了中国人民解放军装备的空白，其在设计上雖說也有许多亮点之处，比如它采用了直接导气式自动原理操作系统，通过调整导入的火药燃气流量以调整枪机的后坐能量，使QLZ-87的後座力适中，对于QLZ-87的操控及提高射击时的精度都有利；另外，QLZ-87的设计构思巧妙，能够实现一件多用，有效减少其零件的数量，以便维护保养。但经部队的使用反馈，QLZ-87在结构设计、使用性能上存在不少缺陷。由于QLZ-87采用了35×32公釐榴彈弹鼓供弹，存在火力小、持续性差劣的缺点。
自1990年代，中国先后研制了枪挂式91式35毫米防暴榴弹发射器（QLL／QLG-91）以至机电结合的94式35毫米车载自动榴弹发射器（ZLZ-94）等。榴弹发射器的研究在不断发展，专业化和系列化不断加强，具备了不同的战术特点，能满足不同的战术用途。

### 新型榴彈機槍的需求
2004年，为了更好地适应中国人民解放军各部队机械化程日益增强的需要，同时克服QLZ-87的缺陷，实现自动榴弹发射器的性能的提升，中国轻武器研发工作人员们进一步研制并推出了一款符合21世纪战场需要的新型榴弹发射器：采用弹链供弹、而火力持续性亦较优秀，并在设计上更为完善的QLZ-04。
QLZ-04可称得上是一款特色鮮明的武器。作为步兵班组使用的轻型火力支援武器，QLZ-04的主要用途与QLZ-87一样是压制800公尺以内的敌方火力点，杀伤1,750公尺以内的暴露及隐蔽集团有生目标，毁伤600公尺以内的轻型装甲目标，以及引爆、燃点1,750公尺以内的仓库、营地、载具、器材和军事基地及设施内的可燃物资。除此之外，QLZ-04在QLZ-87的基础上进一步拓展了使用范围，其还可以根据作战需要，安装在高机动轮式车辆（如东风EQ2050）等地面机动搭载平台及巡逻艇、冲锋舟上使用，有利于提升中国轻武器的机动能力和火力攻击能力，若加上聰明子彈，正正符合中国人民解放军机械化、信息化水平不断增强的客观要求。
QLZ-04未改良的部分是使用的弹种仍与QLZ-87相同，這包括DFS87式35毫米杀伤榴弹、DFJ87式35毫米破甲杀伤榴弹、DFR87式35毫米燃烧榴弹、DFN87式35毫米杀伤燃烧榴弹及DFD87式35毫米地面标示榴弹等。

## 設計細節
QLZ-04的设计将QLZ-87的“以人力携行为主”转变为“以车载为主”的新理念。与QLZ-87相比，QLZ-04具有多个显著特点。首先是两者采用的自动原理不同。QLZ-04采用了反沖作用式自动原理，采用这种原理的武器结构设计的QLZ-04比QLZ-87所采用的直接导气式自动原理较为简单。其次，QLZ-04采用了能装载30发弹链的弹箱供弹，其供弹具的容弹量比采用6发或15发弹鼓供弹的QLZ-87为大，战斗射速高，火力持续性更好。再者，QLZ-04的设计完善，可从左右两侧供弹，大部分零件为了适应作为车载、舰载和机载武器的特殊需要而采用左右对称设计，亦可在不更换零件的情况下根据需要装配成左供弹或右供弹方式，而非如QLZ-87般从只能左侧供弹。更甚者，QLZ-04的击发位置为推压式击发板，与快慢机一同设置在发射器的尾部，操作层面上比起将快慢机、扳机设置于发射器右侧的QLZ-87更为方便。最后，QLZ-04的自动机上设有QLZ-87所未设有的液压缓冲器，射击时后坐和复进双向缓冲能减小了后坐力，为对抑制武器的振动、防止自动机反跳，以及改善武器的射击精度有莫大的贡献。

### 操作原理
QLZ-04采用反沖作用式自动原理，開放式槍栓方式，具有单、连发发射功能。其主要工作循环为：在待击状态的时候，自动机上的挂机座会被阻铁所挂住，同时拨弹齿将第一发榴弹送到待进弹位置，而第二发榴弹则被阻弹齿在预定位置所阻挡。推压击发板以后，阻铁脱离自动机挂机座，自动机在复进簧的作用以下将榴弹从待进弹位置推入弹膛，同时拨弹齿滑过次一发榴弹并且将其扣住，自动机复进到位以后，由击针撞击榴弹底火实现击发。在榴弹被击发的时候，发射器仅依靠自动机的质量惯性作用关闭膛室。
在榴弹被击发以后，火药燃气推动榴弹弹头向前运动，同时推动其弹壳向后并迫使自动机后坐，自动机在压缩复进簧的同时间完成抽壳、抛壳的动作，并且在液压缓冲器吸收能量的过程中越过阻铁，撞击发射机橡胶垫后坐到位，然后在复进簧的作用下复进。此时若果发射机为单发（半自动）状态，自动机会被阻铁扣住，并且处于待击状态；若为连发（全自动）状态而且扣住扳机不放，自动机则会继续复进，并开始下一个循环，直到将弹链上的榴弹发射完或是松开扳机为止；在松开扳机之时，阻铁会挂住自动机而形成待击状态。

### 主要结构
QLZ-04是由发射器主体（发射管及机匣组件、自动机、发射机及供弹机）、弹箱（及弹链）、三脚架及瞄准鏡等部件组成，附带迷彩色单兵携负载背具。

#### 发射管及机匣组件
发射管及机匣组件是由槍口制退器、发射管、机匣、拉機柄、左侧板和右侧板等部件所组成。发射管上的膛口部装有高效能槍口制退器，用于减少大口径武器击发后所产生的后坐能量及减少槍口上揚，以使得射扎更为稳定。QLZ-04的制退器采用近似于圆柱体的设计，在槍口制退器的左右两侧分別开设有三个组对称的制退孔，用以在武器击发而且火药燃气经过制退孔的时候，冲击制退孔的前壁并向外界喷射，这样在一定程度上抑制了武器的后坐力和后坐能量。制退器上部亦开设有两个抑制排气孔，用以与上述相似的方式抑制发射管口部上揚。发射管外表面加工有若干均布的散热槽，既加大了散热面积，又减轻了发射管质量。
机匣上部设有比QLZ-87更长的提把，便于使用者根据实际情况，调整抓握的位置，增加使用的灵活性。提把内部加工成圆形空腔，准星和照门分别设在提把内部空腔的前后部。这样设计既减轻了提把的质量，又使准星和照门构成的瞄準基綫能恰好地通过该空腔。
拉机柄和拉机柄座设在机匣下方位置，拉机柄为一根不固定连接在自动机上的横杆，因此射击过程中不随枪机往复运动。不需要操作拉机柄的时候，可将拉机柄旋转到与机匣轴线平行的位置，使其不突出于机匣两侧，以免勾挂他物；而需要操作（向后拉动）拉机柄的时候，可将拉机柄旋转到与机匣轴线垂直的位置以便于操作。无论拉机柄处于与机匣轴线平行还是垂直的位置，均由拉机柄座上的缺口定位，以防止其转动。
机匣的左右两侧设有可拆卸式侧板，以便于擦拭机匣内部。侧板上具有衝壓工艺所制成的长槽，用以容纳机匣内部的污物。两个侧板的前后圴设有活动销，活动销与侧板内表面的定位片相连，当前后移动活动销的时候，定位片可以解脱对于机匣侧壁的锁定，以将侧板拆卸下来。

#### 自动机
自动机是由液压缓冲器、挂机座、供弹导板、击针及其弹簧、抽壳钩、抛壳挺、机体等所组成。
为了缓冲发射时自动机的后坐冲量，QLZ-04采用了液压缓冲器并将其设置在自动机上，可在自动机后坐及复进时作双向缓冲，既减小了后坐对武器的振动，又能防止自动机反跳，进而提高射击精度。
QLZ-04的液压缓冲器前端刻有“1”、“2”标记，分别表示两种不同大小的油槽，以适应在不同环境温度下使用。当环境温度高于0℃时就使用1号油槽；而低于0℃时则使用2号油槽。
供弹导板固接在自动机下方，其底部除了设有与滚柱配合的斜槽外，后端还设有突缘。向后拉动拉機柄时，与拉机柄相连的拉杆突起会勾住供弹导板底部后端的突缘，带动自动机向后运动直至被阻铁扣住而待击。

#### 发射机
设在机匣后部的发射机是由发射机体、握把、快慢机、击发板、阻铁、复进簧及其导杆等所组成。
发射机具有三个用途。一是作为枪尾使用，以承受自动机后坐到位时的冲击力；二是作为控制单发和连发的击发机构；三是作为复进机构，将复进簧预先压缩在复进簧导杆上，以保证自动机及时复进到位。
快慢机上设有“0”、“1”、“2”标记，转动快慢机使“0”处于正下方位置时为保险状态；“1”处于正下方位置时为单发状态；“2”处于正下方位置时为连发状态。
复进簧及其导杆的前端安装在自动机后部的盲孔以内，而后端则固接在发射机体前部。复进簧导杆是由前后两节式设计，自动机后坐时，复进簧被压缩，复进簧导杆前节亦会缩入后节内。
发射时，双手握住左右握把并使用双手拇指同时向前推击发板，阻铁即解脱对自动机挂机座的扣合，自动机在复进簧力的作用下复进，完成击发动作。

#### 供弹机
供弹机的作用是将榴弹依次序输送到供弹口內，以保证武器连发射击。由于QLZ-04是装在火力突击车辆、小型舰艇、攻击直升机等实际利用空间有限的作战平台上使用，因而在QLZ-04中大部分操作部件都采用左右对称的设计，以便于在狭小空间中灵活操控，更为适应瞬息万变的实际战场环境及情况。这里面比较有鮮明特点的，就是供弹机可以在不更换任何零件的情况以下水平旋转180°安装，以便于根据不同的需要采用左供弹或右供弹方式。而弹箱的挂装及供弹方式同样可以在不更换零件以下，直接装配为左供弹式或右供弹式。
供弹机是由左定位板、右定位板、弹链前压板、弹链后压板、供弹机座、阻弹齿、拨弹杆、拨弹齿等组成。左、右定位板上设有的螺栓，可将供弹机在机匣供弹口下方连接。弹链前压板、后压板用于定位弹链，使其不能前后移动。拨弹杆的前部和后部分別设有拨弹齿和滚柱，而滚柱则位于自动机底部的供弹导板斜槽以内。当自动机后坐的时候，滚柱会向左运动，而拨弹杆则绕共轴向右，从而使拨弹齿完成其拨弹动作；而当自动机复进时，滚柱伝向右运动，而拨弹杆绕其轴向左运动，拨弹齿则会返回拨弹位。

#### 供弹具
QLZ-04采用了携弹量更大的30发容弹量的弹链供弹，弹链盛于弹箱內，弹箱则是由弹箱盖、提把、锁闩、防尘盖、弹箱体等所组成。空弹箱质量4.2公斤（9.26磅），满弹箱则是12公斤（26.46磅）。
可散式弹链以30发弹链节为一组，这要比QLZ-87当时所采用的15发弹鼓（已经是容量最大的供弹具）整整高出一倍。因而，QLZ-04的火力持续能力自然也就相应地比QLZ-87高出一倍。这在瞬息万变的实际战场环境中能大幅度地提升中国人民解放军部队的主动攻击能力和快速机动能力。其中首发弹链节上设有弹链舌，以便十首发装填时使用。

#### 瞄准具
QLZ-04的瞄准具是由机械瞄具和光学瞄准镜所组成。
机械瞄具是由准星、准星座和具有缺口式照门的表尺等所组成。准星的高低和方向可以调整。表尺分划板上端设置有缺口式照门，分划板上刻有的0、1、2、3、4、5、6分别代表0～600公尺（656.17碼，1,968.5英尺）的射击距离。向内按压带有基准刻线的分划板定位销，可上下移动分划板以装定表尺。
光学瞄准镜是观测瞄合一式瞄准镜，其质量为0.8公斤（1.76磅），视场为11°，3倍放大倍率，使用环境温度为—45～＋50℃。该瞄准镜不但能够拉近目标便于观察、瞄准和射击，还能够直接利用镜內分划装定表尺实施射击，通过方向分划可进行方向偏差量的修正，利用简易测距尺可概略测距。其设在机匣后部的右上方位置，瞄准镜座以燕尾结构安装在机匣顶部并以螺栓固定。光学瞄准镜座上设有的气泡水平仪可用于调整光学瞄准镜的水平状态。瞄准镜座上还设有射距分划板和高低装定手柄，分划板则是由垂直0位线、方向修正分划、测瞄合一式双曲线组成。方向修正分划的范围是左右各80密位，每一大格为10密位，每一小格为2密位。双曲线两侧的数字表示整百米数，如“1”表示100公尺（109.36 码，328.08 英尺）。远距离（600～1,750米）间接瞄准射击目标的时候需要采用光学瞄准镜瞄准，先判定目标距离並松开瞄准镜上高低紧定手柄，将基准刻线对准射距分划板上的相应距离刻线，再锁紧紧定手柄。然后松开方向紧定手柄和高低紧定手柄，并调整发射器瞄准目标，再将发射器方向紧定手柄和高低紧定手柄同时锁紧即可射击；而近距离（600米以内）射击的时候，则可选用机械瞄具或光學瞄准镜其一以直接瞄准射击。

#### 三脚架
QLZ-04使用了与67式通用机枪、Mk 19 Mod 3自動榴彈發射器结构形式相同的三腳架，技术成熟，结杓简单。较好地解決了QLZ-87的三脚架在使用过程中暴露出的齿轮卡扣下紧和不便于快速操作等问题。QLZ-04的三脚架是由上架、下架和连接箍所组成。
其中上架是由旋回架、摇架、弹箱挂板、高低紧定手柄、锁扣等所组成。松开连接箍上的方向紧定手柄，可让旋回架在旋回枪架上水平旋转，以实现发射器的射击方向调整；而松开高低紧定手柄，可让摇架在旋回架上俯仰，以实现发射器高低射角的调整。
下架则由前架腿、两个后架腿等所组成。三个架腿的下端均设有驻锄，其中在前架腿的驻锄上设有两个孔，当土质较松或射角大于15°的时候，可在前架腿的两个驻锄孔內打入两个铁钎以稳定三脚架；而上端均设有腿头紧定器，需要调整架腿的角度时需握住紧定手柄，并以拇指按下紧定手柄上的锁扣按纽，即可上抬紧定手柄及解脱对架腿的锁定。完成架腿角度的调整以后，再将紧定手柄扳回原位即可紧定架腿。
连接箍的功能是连接上架和下架，其上设有方向紧定手柄。转动方向紧定手柄，旋松时上架能够左右灵活转动以调整上架位置；射击时则紧定上架使其不能转动，以保证发射器的射击精度。

## 使用国
- 中华人民共和国
- 伊朗：伊斯蘭革命衛隊海軍。

## 外部連結
- （英文）—Modern Firearms—QLZ 04 automatic grenade launcher（页面存档备份，存于）
- （英文）—Weapon.ge－NORINCO QLZ 04（页面存档备份，存于）
- （英文）—Guns and Weapons－QLZ 04
- （英文）—weaponsystems.net－QLZ-04
- （英文）—Chinese Infantry Heavy Weapon & Small Arms | China Defense Mashup